# Teoria atomistyczna Daltona

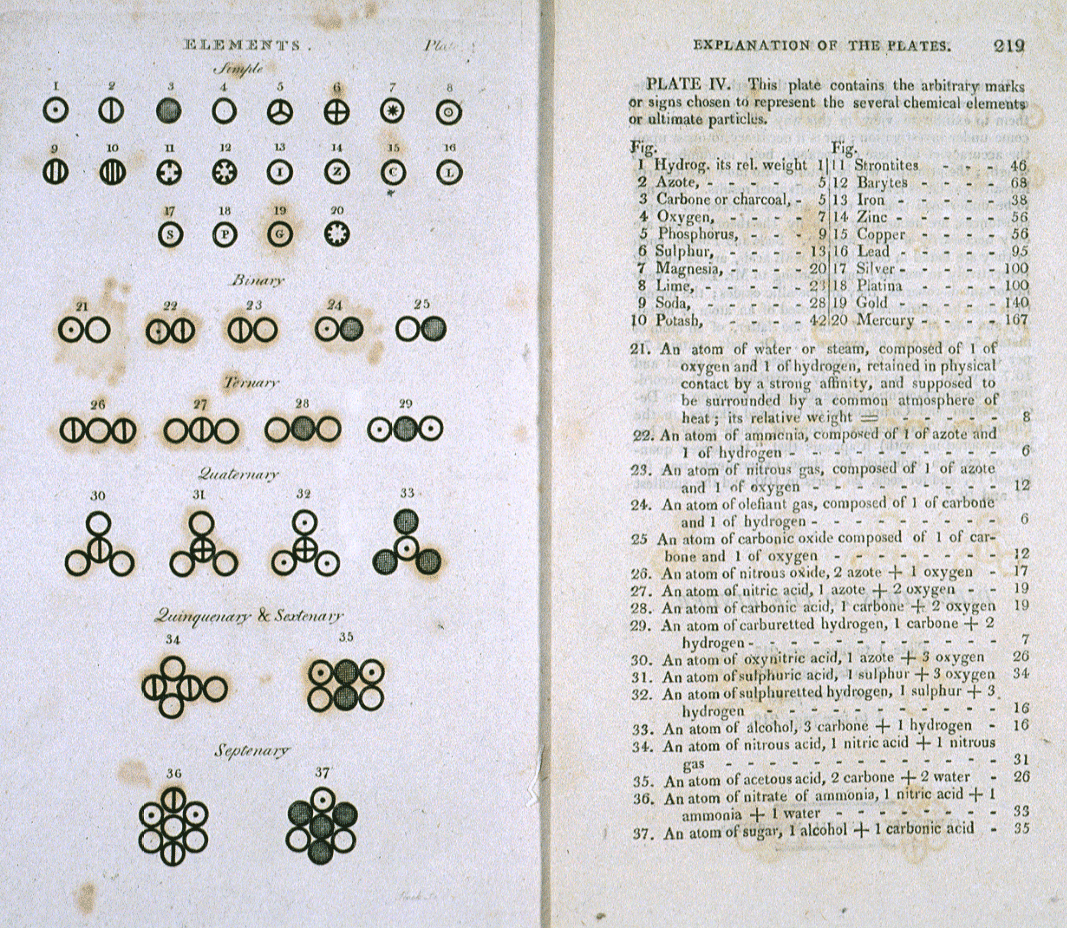
Skan publikacji J Daltona A New System of Chemical Philosophy, wydanej w 1808

Teoria atomistyczna Daltona – opublikowany w 1808 roku przez angielskiego uczonego Johna Daltona model budowy materii. Dalton przyjął, że jest ona zbudowana z atomów, będących niepodzielnymi, sprężystymi kulami (tzw. „model kuli bilardowej”).
John Dalton jako pierwszy zasugerował podział pierwiastków na atomy, których jednakże nie należy utożsamiać z pojęciem atomu, o którym wspominał już Demokryt, tj. drobnej cząstki każdego ciała, stanowiącej niejako jego ułamek. Innymi słowy, J. Dalton zauważył różnice występujące pomiędzy atomami poszczególnych pierwiastków, określane współcześnie jako właściwości danego pierwiastka, wynikające m.in. z właściwości atomu, wiązań między atomami czy ich układu w przestrzeni. Teoria Daltona składa się z następujących postulatów:
- Atom jest najmniejszym „budulcem” materii. Jest jednolity i niepodzielny.
- Wszystkie atomy danego pierwiastka chemicznego są identyczne (posiadają ten sam zespół właściwości).
- Atomy danego pierwiastka A różnią się od atomów pierwiastka B.
- Atomy są niezmienne i niepodzielne. Atomy danego pierwiastka A nie mogą przemienić się w atomy pierwiastka B. Atomy nie zmieniają się w trakcie reakcji chemicznych.
- Związki chemiczne powstają przez łączenie się pierwiastków w stałych stosunkach.

Pomimo że pod koniec XIX w. odkryto, że atomy zbudowane są z jeszcze mniejszych cząstek i mogą ulegać przemianom, a atomy danego pierwiastka mogą różnić się nieco między sobą (izotopy), teoria Daltona stanowiła podstawę rozwoju współczesnej chemii.